# Лена-Дельта
Лена-Дельта (якут. Эркээйи сир) — ресурсный резерват, морская и прибрежная особо охраняемая природная территория (ООПТ) в Булунском улусе Республики Саха.
Резерват создан 12 августа 1996 года. Общая площадь составляет 6 052 688,0 га.
Ресурсный резерват «Лена-Дельта» («Эркээйи сир») расположен в пределах Булунского улуса Республики Саха (Якутия) и распространяется вдоль внешних границ участков Дельтовый и Сокол Усть-Ленского биосферного заповедника, также включает участки Восточный, Туора-Сис и архипелаг Новосибирских островов. В границах резервата находятся ООПТ: Большой Ляховский (Ляховское); Тыылаах.

## Цели создания
Цели образования резервата:
- снижение антропогенного воздействия на Усть-Ленский биосферный заповедник и поддержание экологического равновесия на территории заповедника;
- создание условий для защиты, восполнения и воспроизводства видов, их популяций и сохранения биологических ресурсов как на территории самого резервата, так и Усть-Ленского биосферного заповедника;
- сохранение мест обитания редких и эндемичных видов животных (черношапочный сурок, снежный баран, лаптевский морж, розовая чайка, малый лебедь, орлан-белохвост, сапсан, гаги, белый медведь и др.) ;
- охрана и изучение уникальных лиственничников на острове Тит-Ары, также видов растений, внесённых в Красные Книги;
- сохранения в естественном состоянии природных (остров Столб) и исторических (могила Германа Вальтера на острове Котельный, места захоронения членов экспедиции Джорджа В. Де-Лонга, древнейшей в высокоширотной Арктике стоянки человека на о. Жохова и других);
- осуществление научных исследований и проведение экологического мониторинга с целью сохранения экологической среды, оценки численности популяций промысловых животных и ограничений лицензионной охоты;
- пропаганды охраны природы, организации научного и экологического туризма;
- сохранения естественной среды обитания коренных жителей и создания оптимальных условий для развития их культуры, сохранения традиционных форм деятельности и уклада жизни;

## Территориальная структура
Ресурсный резерват «Лена-Дельта» состоит из двух зон:
- зона лицензионного изъятия биологических ресурсов (охраняемая буферная зона) площадью 1050 тысяч га;
- зона традиционного природопользования площадью 4882 тысячи га, куда входят участки «Восточный» (восточная часть дельты реки Лены; 150 тысяч га), «Туора-Сис» (хребет Туора-Сис до реки Укта на юге; 217 тысяч га) и Новосибирские острова (3500 тысяч га).

Территориальная структура ООПТ включает 14 участков:
1. Участок Восточный
2. Архипелаг «Новосибирские острова», остров Большой Ляховский
3. Архипелаг «Новосибирские острова», остров Малый Ляховский
4. Архипелаг «Новосибирские острова», остров Котельный
5. Архипелаг «Новосибирские острова», остров Новая Сибирь
6. Архипелаг «Новосибирские острова», остров Столбовой
7. Архипелаг «Новосибирские острова», остров Бельковский
8. Архипелаг «Новосибирские острова», остров Беннетта
9. Архипелаг «Новосибирские острова», остров Жохова
10. Архипелаг «Новосибирские острова», остров Вилькицкого
11. Архипелаг «Новосибирские острова», остров Генриетты
12. Архипелаг «Новосибирские острова», остров Жаннетты
13. Острова Дунай
14. Участок Туора-Сис